# سبونج بوب سكوير بانتس: ذا كوزميك شيك
سبونج بوب سكوير بانتس: ذا كوزميك شيك (بالإنجليزية: SpongeBob SquarePants: The Cosmic Shake)‏ هي لعبة منصات مبنية على مسلسل الرسوم المتحركة سبونج بوب سكوير بانتس، اللعبة ستكون متوفرة على منصات مايكروسوفت ويندوز، نينتندو سويتش، بلاي ستيشن 4 وإكس بوكس ون.